# Neudorf (Gemeinde Gaflenz)

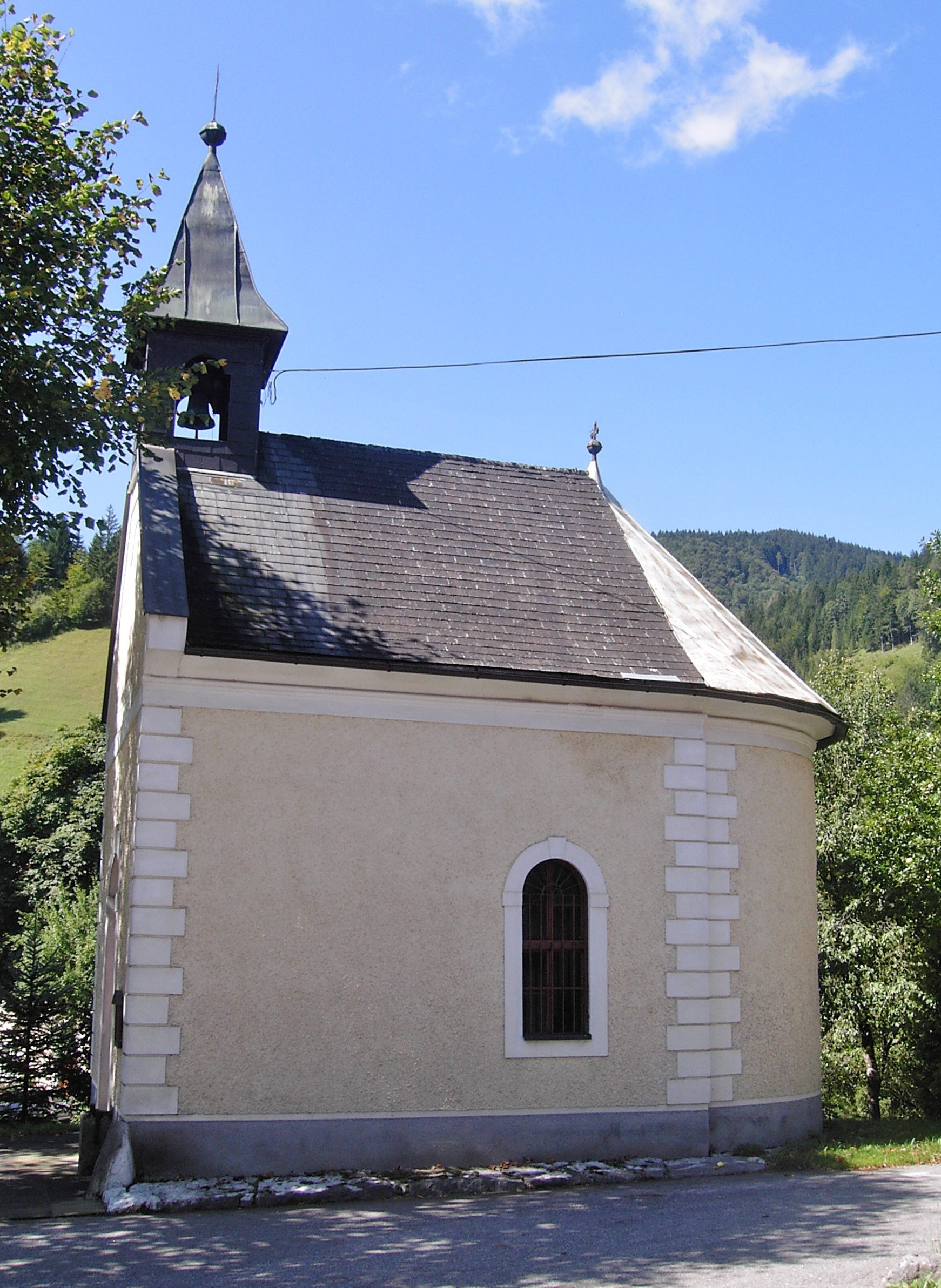
Die Schürhagel Hauskapelle in Neudorf

Neudorf ist eine Katastralgemeinde der Marktgemeinde Gaflenz im Bezirk Steyr-Land in Oberösterreich.
Die Katastralgemeinde bildet das westliche und südwestliche Gemeindegebiet von Gaflenz. Sie besteht aus den Ortsteilen Neudorf und Lindau und weist eine Fläche von knapp 1680 Hektar auf.
Nach Angaben der Volkszählung vom 1. Mai 2001 waren in Neudorf 276 Personen und in Lindau 148 Personen wohnhaft.
Zu den Sehenswürdigkeiten der Gemeinde zählt die im Ortsteil Neudorf situierte „Schürhagel Hauskapelle“. Diese steht unter Denkmalschutz (Listeneintrag).
In der Katastralgemeinde ist eine eigene Feuerwehr, die Freiwillige Feuerwehr Lindau-Neudorf eingerichtet. Diese Freiwillige Feuerwehr wurde am 13. Juli 1929 gegründet. Damit das neue Kleinlöschfahrzeug untergebracht werden konnte, wurde das Feuerwehrhaus 1986 in Eigenregie umgebaut.